# Interprétation classique de la probabilité

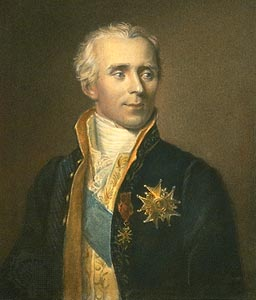
Pierre-Simon de Laplace a donné la première définition de la probabilité dans sa Théorie analytique des probabilités

L'interprétation classique de la probabilité s'identifie  aux travaux de Jacob Bernoulli et Pierre-Simon Laplace. Comme indiqué dans la Théorie analytique des probabilités de Laplace,
« La probabilité d'un événement est le rapport du nombre des cas qui lui sont favorables, au nombre de tous les cas possibles lorsque rien ne laisse espérer que l'un de ces cas se produira plus que l'autre, ce qui les rend, pour nous, tout aussi possible. »
Cette interprétation découle directement du principe d’indifférence. Lorsque chaque événement élémentaire se voit attribuer une probabilité égale, la probabilité de l’occurrence d’une combinaison quelconque de ces événements correspond simplement au rapport entre le nombre d’événements dans cette combinaison et le nombre total d’événements élémentaires.
La interprétation classique de la probabilité a été remise en question par plusieurs écrivains du XIXe siècle, dont John Venn et George Boole. L'interprétation fréquentiste de la probabilité est devenue largement acceptée à la suite de leurs critiques, et notamment grâce aux travaux de RA Fisher. La interprétation classique a connu une sorte de renouveau en raison de l'intérêt général pour la probabilité bayésienne, car les méthodes bayésiennes nécessitent une distribution de probabilité préalable et le principe d'indifférence offre une source d'une telle distribution. Les probabilités classiques peuvent offrir des probabilités a priori qui reflètent l'ignorance, ce qui semble souvent approprié avant qu'une expérience ne soit menée.

## Histoire
En tant que sujet mathématique, la théorie des probabilités est apparue très tardivement – par rapport à la géométrie par exemple – malgré le fait que nous disposions de preuves préhistoriques d’hommes jouant avec des dés dans des cultures du monde entier. L'un des premiers auteurs sur les probabilités fut Gerolamo Cardano. Il a peut-être produit la première interprétation connue de la probabilité classique.
Le développement soutenu des probabilités commença en 1654, lorsque Blaise Pascal eut une correspondance avec l'ami de son père Pierre de Fermat au sujet de deux problèmes concernant les jeux de hasard dont il avait entendu parler plus tôt la même année par le chevalier de Méré, que Pascal accompagnait par hasard lors d'une voyage. L'un des problèmes était ce qu'on appelle le problème des points, un problème classique déjà à l'époque (traité par Luca Pacioli dès 1494, et même plus tôt dans un manuscrit anonyme en 1400  ), traitant de la question de savoir comment diviser l'argent en jeu de manière équitable lorsque le jeu en cours est interrompu à mi-parcours. L’autre problème concernait une règle mathématique empirique qui ne semblait pas s’appliquer lors de l’extension d’un jeu de dés d’un dé à deux dés. Ce dernier problème, ou paradoxe, fut la découverte de Méré lui-même et montra, selon lui, combien il était dangereux d'appliquer les mathématiques à la réalité,. Ils ont également discuté d'autres questions et paradoxes mathématiques et philosophiques au cours du voyage qui, selon Méré, renforçait sa vision philosophique générale.
Pascal, qui contestait l’opinion de Méré selon laquelle les mathématiques étaient belles et parfaites mais peu reliées à la réalité, s’est engagé à démontrer que Méré avait tort en résolvant deux problèmes spécifiques dans le domaine des mathématiques pures. Lorsque Pascal découvrit que Fermat, déjà reconnu comme un mathématicien éminent, avait atteint les mêmes conclusions, il fut persuadé que leur approche avait résolu de façon définitive ces problèmes.Cette correspondance circule parmi d'autres savants de l'époque, notamment vers Huygens, Roberval et indirectement Caramuel, et marque le point de départ du moment où les mathématiciens en général commencent à étudier les problèmes issus des jeux de hasard. La correspondance ne mentionnait pas de « probabilité » ; Il s'est concentré sur des prix équitables.
Un demi-siècle après ces développements, Jacques Bernoulli démontra une compréhension sophistiquée des probabilités. Il manipulait aisément les permutations et les combinaisons, et abordait le concept de probabilité en utilisant des exemples qui dépassaient la interprétation classique, incluant des décisions personnelles, judiciaires et financières. Bernoulli montra également que les probabilités pouvaient être estimées par des essais répétés, soulignant que l’incertitude décroissait à mesure que le nombre d’essais augmentait,.
Le volume de 1765 de l'Encyclopédie classique de Diderot et d'Alembert contient une longue discussion sur les probabilités et un résumé des connaissances jusqu'à cette époque. Une distinction est faite entre les probabilités « tirées de la considération de la nature elle-même » (physiques) et les probabilités « fondées uniquement sur l'expérience du passé qui peut nous faire tirer avec confiance des conclusions pour l'avenir » (évidence).
Laplace propose la première interprétation claire et durable de la probabilité en 1812 mais en 1814 il écrivait encore :

« Chacune des causes auxquelles un événement observé peut être attribué, est indiquée avec d'autant plus de vraisemblance, qu'il est plus probable que cette cause étant supposée exister, l'événement aura lieu ; la probabilité de l'existence d'une quelconque de ces causes, est donc une fraction dont le numérateur est la probabilité de l'événement, résultante de cette cause, et dont le dénominateur est la somme des probabilités semblables relatives à toutes les causes : si ces diverses causes considérées à priori , sont inégalement probables ; il faut au lieu de la probabilité de l'événement, résultante de chaque cause, employer le produit de cette probabilité. »

— Pierre-Simon Laplace, Essai philosophique sur les probabilités
Cette description est ce qui fournirait en fin de compte la interprétation classique de la probabilité. Laplace a publié plusieurs éditions de plusieurs documents (techniques et de vulgarisation) sur les probabilités sur une période d'un demi-siècle. Beaucoup de ses prédécesseurs (Cardano, Bernoulli, Bayes) ont publié un seul document à titre posthume.

## Critique
La interprétation classique de la probabilité attribue des probabilités égales aux événements sur la base d'une symétrie physique naturelle pour les pièces de monnaie, les cartes et les dés.
- Certains mathématiciens objectent que la interprétation est circulaire[10]. La probabilité d'obtenir une pièce « juste » est... Une pièce « juste » est définie par une probabilité de...
- La interprétation est très limitée. Cela ne dit rien sur les cas où aucune symétrie physique n’existe. Les primes d’assurance, par exemple, ne peuvent être tarifées de manière rationnelle qu’en fonction des taux de perte mesurés.
- Il n’est pas anodin de justifier le principe d’indifférence sauf dans le cas le plus simple et le plus idéalisé (extension du problème en interprétation limitée). Les pièces ne sont pas vraiment symétriques. Pouvons-nous attribuer des probabilités égales à chaque camp ? Pouvons-nous attribuer des probabilités égales à n’importe quelle expérience du monde réel ?

Même si elle est limitative, la interprétation s'accompagne d'une confiance substantielle. A casino which observes a marked departure from classical probability is confident that its assumptions have been violated (somebody is cheating).</link></link>  </link> Une grande partie des mathématiques des probabilités a été développée sur la base de cette interprétation simpliste. Les interprétations alternatives de la probabilité (par exemple fréquentiste et subjective ) posent également des problèmes.
La théorie mathématique des probabilités traite des abstractions, évitant les limites et les complications philosophiques de toute interprétation des probabilités.

### Sur wikipédia
- Probabilité bayésienne
- Fréquentisme
- Probabilité de propension